# Magín Pers y Ramona
Magín Pers y Ramona (Vilanova y Geltrú, c. 1803-Barcelona, 1888) fue un escritor, publicista y sastre español.

## Biografía
Nacido el 17 de enero de 1803 o el 17 de agosto de 1805 en Vilanova y Geltrú, a los dieciocho años de edad, cuando había dado ya pruebas de su especial talento para la sastrería, marchó a la isla de Cuba, en donde adquirió tanta fama en su oficio que aseguró su fortuna. Aficionado al cultivo de las letras reunió un depósito de libros, comenzando a publicar con el pseudónimo de «Nuevo Fígaro» algunas producciones literarias.
Regresó a Barcelona, donde impartió clases de arte y se dedicó a la literatura. Entre sus publicaciones se encontraron títulos como Estado político y moral de la isla de Cuba, Arte de sastrería, Lo temple de la gloria, Emancipación poética, Manual práctico del magnetismo animal de Alphonse Teste, Gramática catalana-castellana, Cartilla de la ciencia política y Manual de frenología al alcance de todos. Pers, que fue fundador de la Revista Frenológica y publicó una Historia de la lengua y literatura catalana, falleció el 2 de enero de 1888 en Barcelona.